# Alaria alata
Alaria alata, motyliczka mięśniowa – kosmopolityczna przywra pasożytnicza. Polska nazwa pochodzi od uważanego dawniej za odrębny gatunek Agamodistomum suis lub Distomum musculorum suis (obecnie nazwą tą określa się tylko postać larwalną przywry Alaria alata).

## Występowanie
Występuje w Europie, głównie na terenach wilgotnych zasiedlonych przez ślimaki i płazy.

## Budowa zewnętrzna
Dorosła przywra osiąga długość 2–6 mm. Ma słabo wykształcone przyssawki. Ciało jest podzielone na dwie części, z której przednia (spłaszczona) jest dłuższa i szersza od tylnej. Przednia część ciała, zakończona charakterystycznymi uszkami, obejmuje tzw. dodatkowy narząd czepny (Brandesa); tylna, walcowata, zawiera większość narządów wewnętrznych.
Jaja są brązowe, zaopatrzone w wieczko, zawierające zygotę i materiał zapasowy.
Postaci larwalne mogą występować w łącznotkankowych cystach (między włóknami mięśniowymi) jako 0,4–0,6 mm owalne larwy.

## Cykl rozwojowy
Cykl rozwojowy pasożyta jest złożony. Żywicielem ostatecznym są zwierzęta mięsożerne należące do psowatych, kotowatych oraz łasicowatych. W Polsce najczęściej żywicielem ostatecznym jest lis rudy oraz jenot, rzadziej natomiast wilk. W przewodzie pokarmowym żywiciela ostatecznego A. alata osiąga dojrzałość płciową i po 92–114 dniach jest zdolna do złożenia jaj, które są wydalane z kałem. Po dostaniu się do wody, z jaj wydostają się miracidia, które aktywnie poszukują żywiciela pośredniego (ślimaków zatoczków pospolitych lub zatoczków ostrokrawędziastych). Po wniknięciu do ciała ślimaka miracidia przekształcają się w sporocysty macierzyste (a w nich sporocysty potomne). Ze sporocyst wykształcają się larwy cerkarie (typ – furocerkarie). Drugim żywicielem pośrednim, do którego wnikają furocerkarie po opuszczeniu ciała ślimaka są kijanki lub żaby, w których larwy przekształcają się w mezocerkarie. W kijankach bytują one swobodnie, natomiast u żab otorbiają się w mięśniach. Żywiciel ostateczny zaraża się poprzez spożycie żab zawierających mezocerkarie. Larwy te odbywają skomplikowaną wędrówkę przez organizm żywiciela ostatecznego, aby na końcu dojrzeć w jelicie cienkim.
Do zarażenia żywiciela ostatecznego może również dochodzić po zjedzeniu żywiciela przypadkowego. Mogą nim być: myszy, szczury, kuny, tchórze, dziki. U takiego żywiciela Alaria alata nie przechodzi prawie żadnej fazy rozwojowej. U dzików pasożyty te z przewodu pokarmowego wędrują do mięśni oraz tkanki tłuszczowej.

## Chorobotwórczość
U żywicieli ostatecznych przebiega najczęściej bezobjawowo.
Człowiek może ulec zarażeniu na skutek spożycia niedogotowanych żabich udek lub niedogotowanego mięsa dzików, w których znajdują się larwy.
Przez długi czas A. alata uważano za niepatogenną dla ludzi. W XX wieku zauważono jednak, że pasożyt ten może wywołać chorobę zwaną alarioza. Jest to zoonoza występująca sporadycznie, którą zalicza się do tzw. „emerging disease” (chorób nowo pojawiających się o wzrastającym znaczeniu).
W Polsce zachorowania na alariozę były wynikiem spożycia mięsa z dzików i gęsi zarażonych A. alata, a nie poddanych odpowiedniej obróbce termicznej.
W 1976 roku udowodniono zarażenie Alaria alata dwudziestoczteroletniego mężczyzny z Kanady, u którego wystąpiły objawy grypopodobne: bóle głowy, gorączka, kaszel, omdlenia.
Opisano również postać oczną alariozy, w której dochodzi do zapalenia siatkówki i nerwu wzrokowego.

## Diagnostyka i wykrywanie
Ze względu na brak objawów patognomonicznych zarażenie motyliczką mięśniową jest trudne do wykrycia zarówno u zwierząt, jak i u ludzi.
U ludzi potwierdzeniem zarażenia może być badanie bioptatu mięśni, metoda ta jest jednak inwazyjna dla pacjenta.
U żywicieli ostatecznych inwazję można wykrywać badaniem parazytologicznym kału lub treści jelit (pośmiertnie).
U dzików motyliczkę mięśniową wykrywa się pośmiertnie (jako jedno z badań poubojowych) jedną z czterech metod:
1. Metoda wytrawiania z użyciem magnetycznego mieszadła – referencyjna metoda używana do wykrywania włośnia krętego
2. Metoda kompresorowa – również metoda używana do wykrywania włośnia krętego
3. Metoda wytrawiania z użyciem wyciągu z trzustki, kwasów żółciowych i sody oczyszczonej[2]
4. Metoda AMT (A. alata mesocercariae migration technique) – technika migracji mesocerkarii A. alata

Metoda 1 i 2 uważane są za mało skuteczne. Ostatnia z metod została wynaleziona w Federalnym Instytucie ds. Oceny Ryzyka w Niemczech. Obecnie jest najskuteczniejszą i dedykowaną wykrywaniu postaci larwalnej A. alata w mięsie dzików.
W Polsce badania te wykonują między innymi: Państwowy Instytut Weterynaryjny – Państwowy Instytut Badawczy w Puławach oraz Zakład Higieny Weterynaryjnej w Krakowie.